# Irek Zaripov

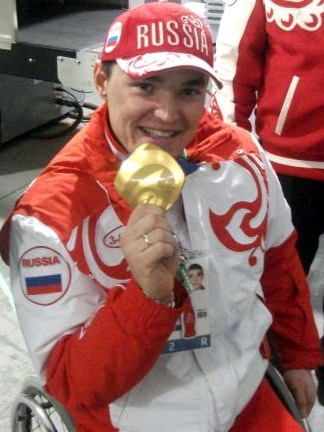
Irek Zaripov 2010

Irek Ajratovitj Zaripov (ryska: Ирек Айратович Зарипов), född 27 mars 1983 i Sterlitamak, Basjkirien, Sovjetunionen, är en rysk längdåkare och skidskytt.

## Meriter
Paralympiska vinterspelen 2010
- Guld, längdskidåkning 10 km sittande
- Guld, längdskidåkning 15 km sittande
- Guld, skidskytte 12,5 km sittande
- Guld, skidskytte 2,4 km sittande
- Silver, längdskidåkning 1 km sittande

Paralympiska vinterspelen 2014
- Silver, längdskidåkning 15 km sittande

## Familj
Zaripov är gift med Jelena. Paret har två barn.